# Athies (Pas-de-Calais)
Athies ist eine französische französische Gemeinde mit 1.049 Einwohnern (Stand: 1. Januar 2022) im Département Pas-de-Calais in der Region Hauts-de-France. Sie gehört zum Arrondissement Arras und zum Kanton Arras-2. Die Einwohner werden Athésiens genannt.

## Geographie
Die Gemeinde Athies liegt vier Kilometer ostnordöstlich des Stadtzentrums von Arras an der kanalisierten Scarpe, die die südliche Gemeindegrenze bildet. Nachbargemeinden von Athies sind Bailleul-Sir-Berthoult im Norden, Gavrelle im Nordosten, Fampoux im Osten und Süden, Feuchy im Süden sowie Saint-Laurent-Blangy im Westen.

## Bevölkerungsentwicklung
| Jahr                       | 1962 | 1968 | 1975 | 1982 | 1990 | 1999 | 2006 | 2013 | 2022 |
| -------------------------- | ---- | ---- | ---- | ---- | ---- | ---- | ---- | ---- | ---- |
| Einwohner                  | 669  | 695  | 697  | 719  | 969  | 930  | 985  | 986  | 1049 |
| Quellen: Cassini und INSEE |      |      |      |      |      |      |      |      |      |

## Sehenswürdigkeiten
- Kirche Saint-Christophe
- zwei Soldatenfriedhöfe des Commonwealth

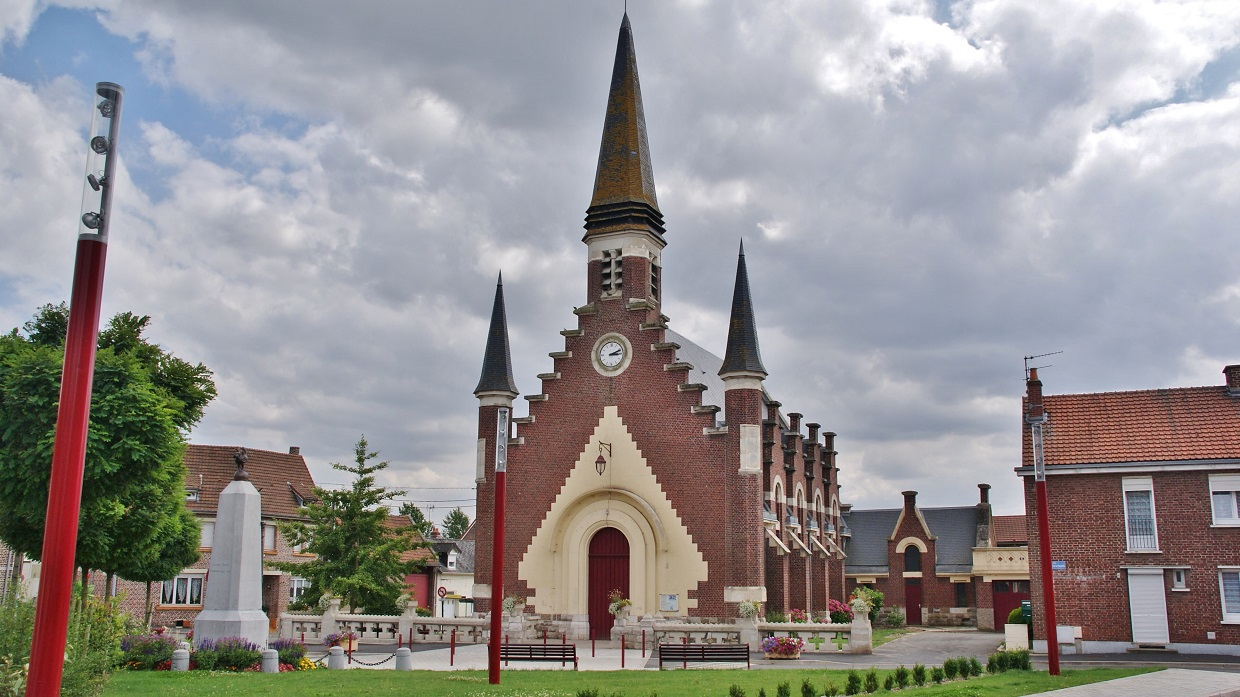
Kirche Saint-Christophe
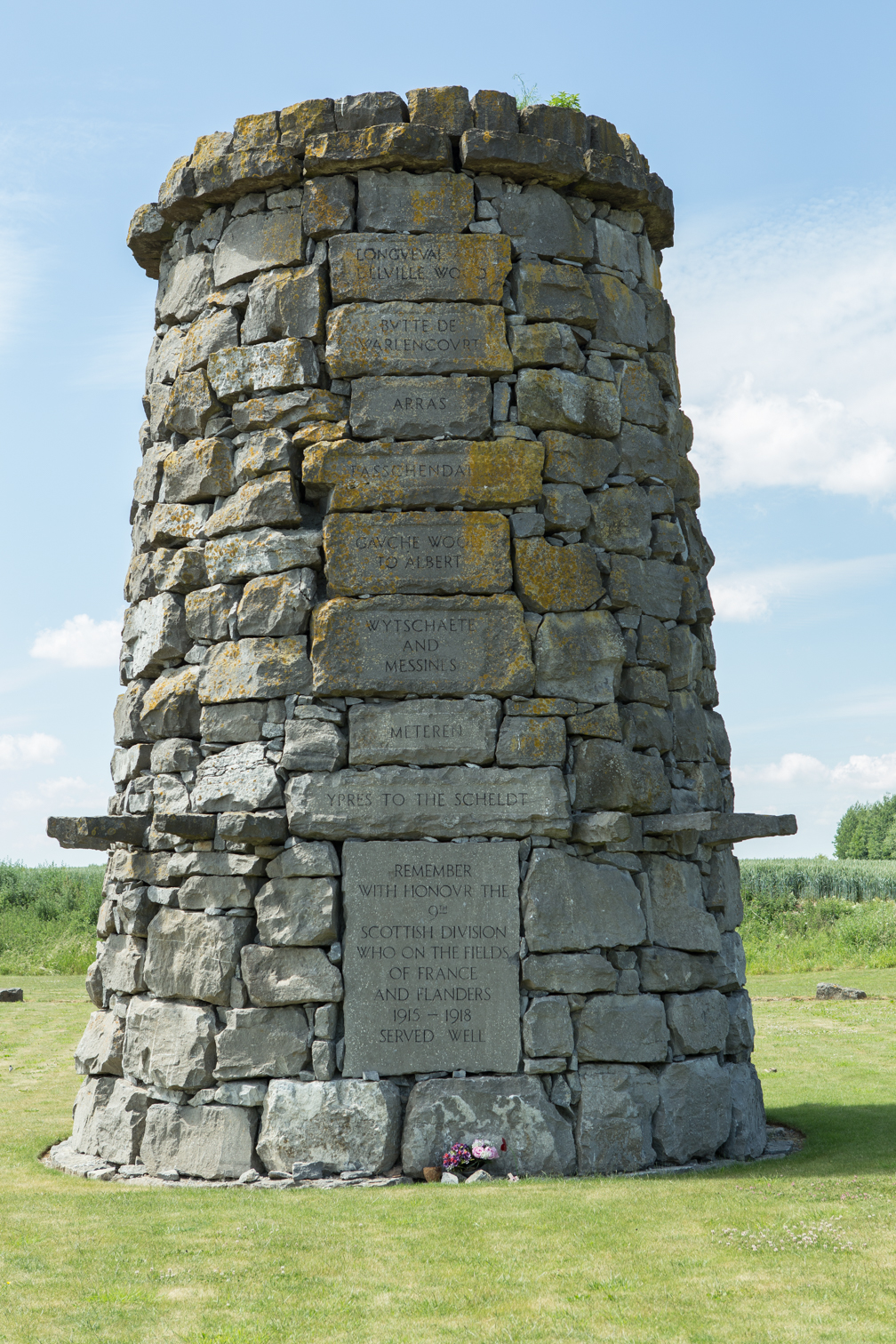
Mahnmal der 9. Schottischen Division
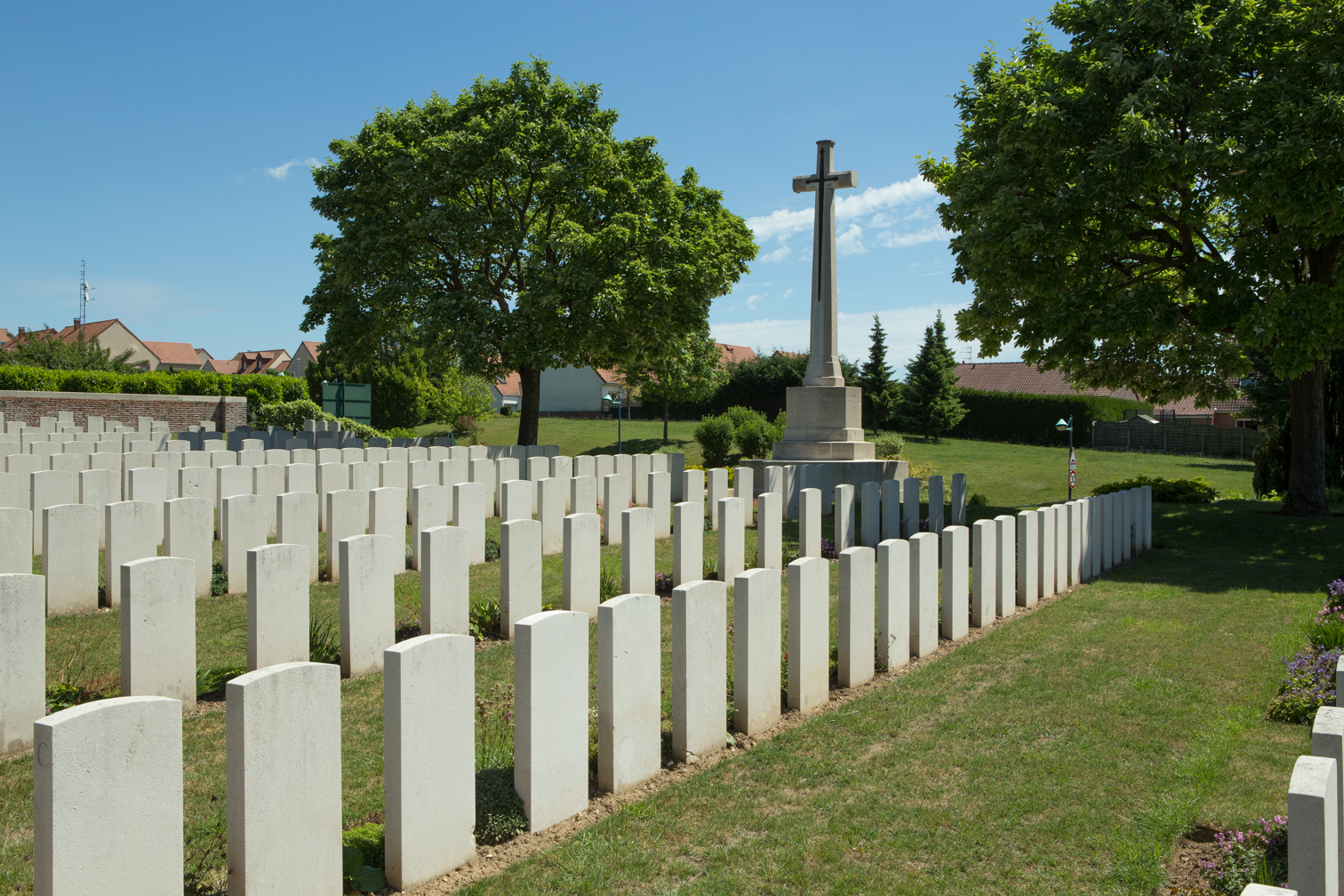
Commonwealth-Soldatenfriedhof
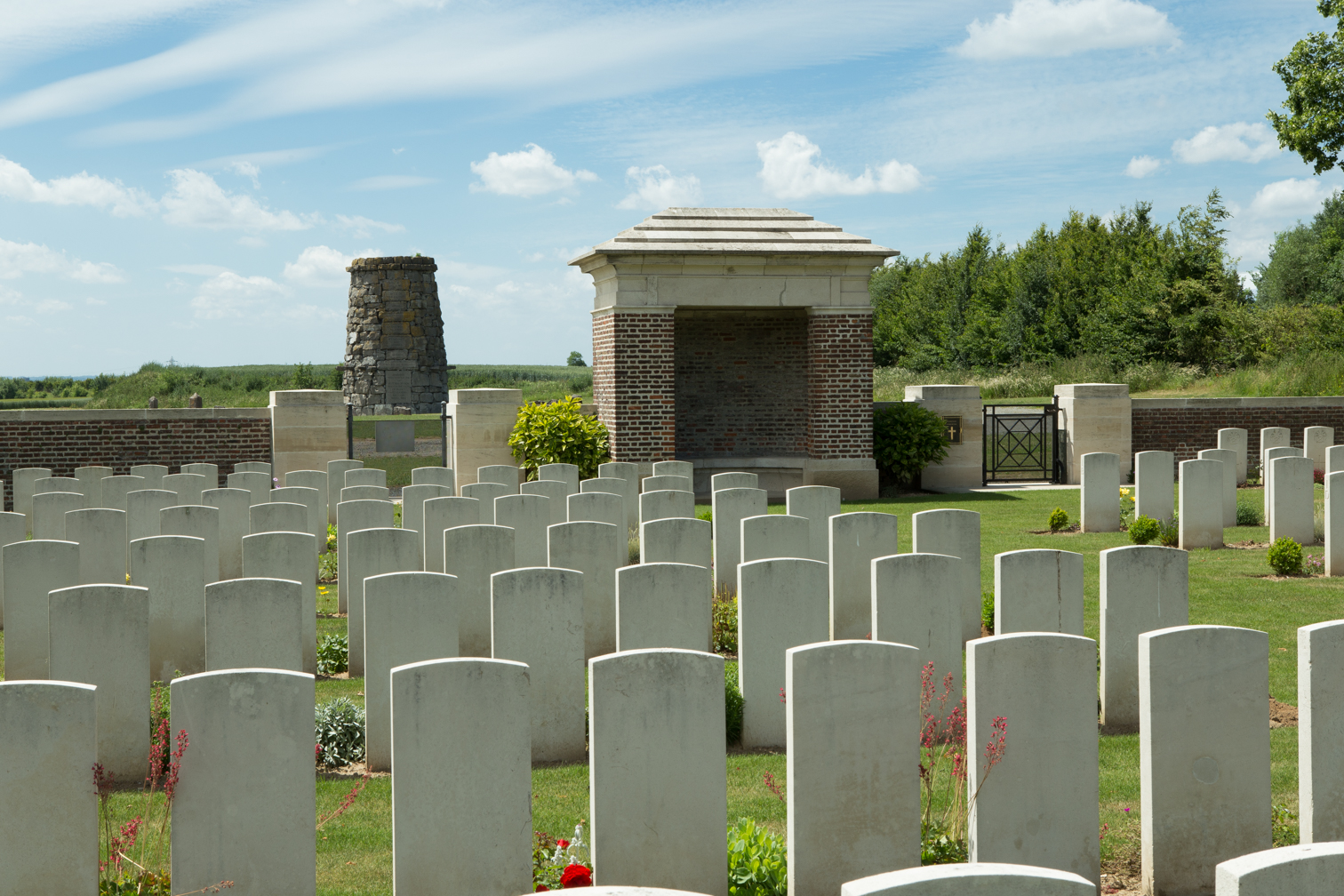
Commonwealth-Soldatenfriedhof „Point-du-Jour“